# ناتالي سميث هنري
ناتالي سميث هنري (بالإنجليزية: Natalie Smith Henry)‏ هي رسامة أمريكية، ولدت في 4 يناير 1907 في مالفيرن في الولايات المتحدة، وتوفي بنفس المكان في 20 فبراير 1992.